# Gary Staines
Gary Staines (Welwyn Garden City, 3 luglio 1963) è un ex mezzofondista ed ex maratoneta britannico.

## Palmarès
| Anno                                  | Manifestazione          | Sede      | Evento         | Risultato | Prestazione | Note |
| ------------------------------------- | ----------------------- | --------- | -------------- | --------- | ----------- | ---- |
| In rappresentanza della Gran Bretagna |                         |           |                |           |             |      |
| 1988                                  | Giochi Olimpici         | Seul      | 5000 m piani   | 13º       | 13'55"00    |      |
| 1989                                  | Mondiali di cross       | Stavanger | Corsa seniores | 14º       | 40'55"      |      |
| 1989                                  | Mondiali di cross       | Stavanger | A squadre      | Argento   | 147 p.      |      |
| 1990                                  | Europei                 | Spalato   | 5000 m piani   | Argento   | 13'22"45    |      |
| 1991                                  | Mondiali                | Tokyo     | 5000 m piani   | 13º       | 13'58"26    |      |
| 1994                                  | Europei                 | Helsinki  | 10000 m piani  | 14º       | 28'25"60    |      |
| In rappresentanza dell' Inghilterra   |                         |           |                |           |             |      |
| 1990                                  | Giochi del Commonwealth | Auckland  | 10000 m piani  | 4º        | 28'13"62    |      |

## Campionati nazionali
1988
- Bronzo ai campionati britannici, 10000 m piani - 28'12"93

1989
- Bronzo ai campionati britannici, 5000 m piani - 13'34"83

## Altre competizioni internazionali[1]
1987
- 4º all'Athletissima ( Losanna), 2000 m piani - 4'53"69
- Argento alla San Silvestre Vallecana ( Madrid), 7,7 km - 22'24"

1988
- 9º al Bauhaus-Galan ( Stoccolma), 5000 m piani - 13'29"20
- Argento al Cross das Amendoeiras em Flor ( Albufeira) - 30'04"
- 4º al Cross Internacional de Venta de Baños ( Venta de Baños) - 29'23"

1989
- 8º in Coppa del mondo ( Barcellona), 10000 m piani - 28'39"50
- 13º al Memorial Van Damme ( Bruxelles), 5000 m piani - 13'34"94
- Oro al Cross di Alà dei Sardi ( Alà dei Sardi) - 32'37"1
- 4º al Cross Internacional Zornoza ( Amorebieta-Etxano) - 32'57"

1990
- 5º alla Weltklasse Zürich ( Zurigo), 5000 m piani - 13'14"28
- Bronzo ai Bislett Games ( Oslo), 3000 m piani - 7'41"79

1991
- Argento in Coppa Europa ( Francoforte sul Meno), 5000 m piani - 13'35"08
- 6º ai Bislett Games ( Oslo), 10000 m piani - 27'48"73
- 10º al Memorial Van Damme ( Bruxelles), 5000 m piani - 13'33"09
- 7º allHerculis ( Monaco), 5000 m piani - 13'34"33
- 17º al Cross di Alà dei Sardi ( Alà dei Sardi) - 33'29"
- 19º al Cross das Amendoeiras em Flor ( Albufeira) - 31'09"

1993
- 8º alla IAAF Grand Prix Final ( Londra), 5000 m piani - 13'42"65
- Oro alla Great South Run ( Portsmouth), 10 miglia - 46'11"

1994
- 13º alla Weltklasse Zürich ( Zurigo), 5000 m piani - 13'45"57
- Oro alla Great South Run ( Portsmouth), 10 miglia - 47'00"

1995
- 4º alla Maratona di Vienna ( Vienna) - 2h16'04"
- Argento alla Great South Run ( Portsmouth), 10 miglia - 47'47"

1996
- 6º alla Maratona di Chicago ( Chicago) - 2h11'25"
- 9º alla Maratona di Londra ( Londra) - 2h12'54"
- Oro alla Great South Run ( Portsmouth), 10 miglia - 46'57"
- 20º alla BOclassic ( Bolzano) - 31'07"

1997
- 28º alla Maratona di Chicago ( Chicago) - 2h25'13"
- 17º alla Maratona di Vienna ( Vienna) - 2h25'44"
- 4º alla Great South Run ( Portsmouth), 10 miglia - 47'54"

1998
- 6º alla Great South Run ( Portsmouth), 10 miglia - 48'51"